# Haloperidol
Haloperidol, ook bekend onder de merknaam Haldol, is een conventioneel antipsychoticum en anti-emeticum dat in 1957 door het Belgische bedrijf Janssen Pharmaceutica werd ontwikkeld en vrijgegeven voor klinische tests in België in hetzelfde jaar. Het is een van de oudste van dergelijke middelen dat nog geregeld gebruikt wordt. Het heeft een sterk sederende en antipsychotische werking en wordt vooral gebruikt bij acute psychiatrische opwindingstoestanden en acute psychosen.
De stof is opgenomen in de lijst van essentiële geneesmiddelen van de WHO.

## Doseringen
- Als anti-emeticum: 0,5 tot 1 mg 2× per dag.[1]
- Als antipsychoticum: 2 tot 10 mg per dag of hoger.[2]
- Bij schizofrenie tot 300 mg per 4 weken intramusculair.

## Bijwerkingen
Haloperidol is een dopamine-antagonist en geeft als gevolg hiervan vaak parkinsonistische bijwerkingen, de bewegingen worden houterig en de lichaamshouding rigide. Gebruikers kunnen hierdoor een zogenoemde 'Haldol-shuffle' gaan vertonen. Haloperidol kan een onbehandelbare neurologische aandoening genaamd tardieve dyskinesie veroorzaken, met name bij langdurig gebruik van hoge doseringen. Tevens kan haloperidol in zeer zeldzame gevallen het levensbedreigende maligne neurolepticasyndroom (MNS) veroorzaken. In combinatie met MDMA kan dit middel leiden tot ernstige dystonie.